# 科林斯 (阿肯色州布拉德利縣)
科林斯（英語：Corinth）是位於美國阿肯色州布拉德利縣的一個非建制地區。該地的面積和人口皆未知。

## 地理
科林斯的座標為33°33′03″N 91°59′15″W / 33.55083°N 91.98750°W，而該地的平均海拔高度為35米（即115英尺）。